# Adam Onufrowicz
Adam Onufrowicz (ros. Адам Ильич Онуфрович, ur. 21 lipca 1856 w Wołokach w gub. mińskiej, zm. 20 lipca?/2 sierpnia 1914 w Łyświe w guberni permskiej) – polski chemik, inżynier. 
Urodził się w 1856 roku jako syn Eliasza i Karoliny z domu Herting, jego siostrą była Maria Zofia, braćmi Cezar i Bolesław.
Studiował w Instytucie Górnictwa w Sankt Petersburgu i Akademii Technicznej w Krakowie. Wykładał na uczelniach technicznych w Austro-Węgrzech i Rosji. Był dyrektorem generalnym fabryki w Kysztymie.
Od 1901 pracował w Łyświeńskich Zakładach Obróbki Żelaza. Zginął podczas zamieszek robotniczych w 1914 roku.
Korespondował z Iwanem Franko.
Był współpracownikiem czasopisma „Kosmos”, członkiem Polskiego Towarzystwa Przyrodników im. Kopernika i Stowarzyszenia Techników Polskich w Warszawie.

## Prace
- Streszczenie badań nad naftą kaukaską wykonanych przez Markownikowa i Ogłoblina. Kosmos 8, s. 503–507, 1883
- Katastrofa w cieśninie Sundajskiéj i jéj następstwa. Kosmos 9 (1), ss. 32–34, 1884
- O wyrobie barwników z nafty bakuńskiéj. Kosmos 9 (5), ss. 216–222, 1884
- O fabrykacyi olejków smarowych z nafty. Kosmos 9 (7), ss. 272–376, 1884
- O działaniu miedzi na jedno-, dwu- i trójchlorek benzylu. Rozprawy i sprawozdania z posiedzeń Wydziału Matematyczno-Przyrodniczego Akademii Umiejętności 12, ss. 8–16, 1884
- Ueber die Einwirkung von Kupfer auf Benzotrichlorid, Benzal- und Benzylchlorid. „Berichte der deutschen chemischen Gesellschaft”. 17 (1), s. 833–837, 1884. DOI: 10.1002/cber.188401701223.
- Ueber die Fabrication von Holzkohlenstaub-Preffsteinen in Hüttenwerk Kulebaki (Russland). Stahl und Eisen 14 (10), ss. 441-443, 1894
- Nowe przyczynki do teoryi budowy stali. Wszechświat 7 s. 629, 1888
- Wielki piec w Kulebakach. Przegląd Techniczny 89 (26, 28), ss. 91, 132, 1889
- Części składowe żelaza handlowego. Wszechświat s. 289, 1890
- Онуфрович А.И., Черноглазов Л.А. Приготовление консервов из плодов и ягод и    производство плодовых вин. СПБ, 1892
- Analiza żelaza: metody stosowane w pracowni kulebackiej fabryki żelaza i stali. Przegląd Techniczny 92 (29), ss. 156-161, 1892
- Из записной книжки химика А.И. Онуфровича. СПб: Тип. С. Корнатовского, 1893
- Приготовление консервов из плодов и ягод и производство плодовых вин. СПб.: издание А. Ф. Денвиера, 1897
- Способы анализа железа. СПб: Изд. книжного магазина В.Эриксон, 1898
- Исследованию кровельного железа, произведенные комиссией по исследованию качеств уральских металлов. Пермь, 1909